# Gustaw Neusser
Gustaw Neusser (ur. 1840 w Leżajsku, zm. 9 stycznia 1904 we Lwowie) – polski lekarz psychiatra, pierwszy wykładowca psychiatrii na Uniwersytecie Jagiellońskim, dyrektor zakładu psychiatrycznego w Zakładu dla Chorych Umysłowych na Kulparkowie.

## Życiorys

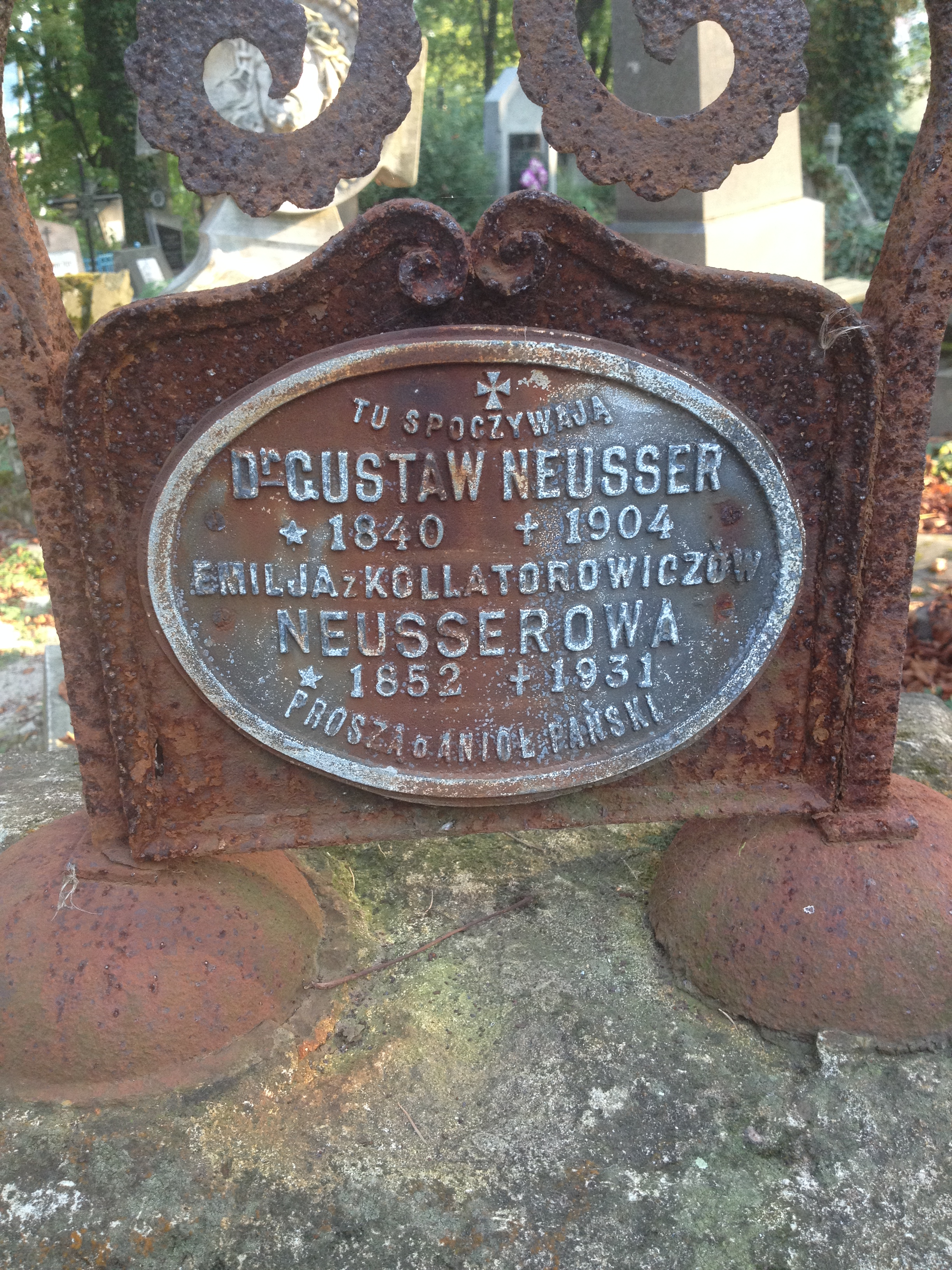
Tablica na grobie Gustawa Nessera na Cmentarzu Łyczakowskim we Lwowie

Urodził się w Leżajsku jako syn lekarza. Uczęszczał do gimnazjum w Krakowie, egzamin dojrzałości złożył w 1860 roku. Medycynę studiował na Uniwersytecie Wiedeńskim. Po otrzymaniu tytułu doktora medycyny w 1866 roku wstąpił jako nadlekarz do Legii Zagranicznej i wyjechał do Meksyku. Po rozstrzelaniu cesarza Meksyku Maksymiliana I w 1867 Neusser powrócił do Wiednia, i pracował jako aspirant w zakładzie dla obłąkanych. Rok później został sekundariuszem. W 1870 roku przeniósł się do Krakowa i został ordynatorem w szpitalu psychiatrycznym Szpitala św. Ducha. Za jego sprawą pozyskano dodatkowe fundusze i rozpoczęto modernizację szpitala. Zbudowano osobny pawilon dla uleczalnie chorych.  W 1873 roku uzyskał veniam docendi na Uniwersytecie Jagiellońskim. Po przedstawieniu w 1874 rozprawy O złudzeniach zmysłowych w chorobach umysłowych i zdaniu kolokwium zatwierdzono go na docenta prywatnego przy Uniwersytecie. W latach 1874–1880 wykładał psychiatrię. Po jego odejściu z UJ nie prowadzono wykładów z psychiatrii do 1886. W 1880 zrezygnował z pracy na uczelni i był dyrektorem Zakładu dla Chorych Umysłowych na Kulparkowie do 1901. Okres jego działalności był później krytycznie oceniany, zakład miał być doprowadzony do ruiny, a opieka nad chorymi zaniedbana. Neusser zmarł po długiej chorobie w 1904 roku.